# Hashidate-Klasse
Die Hashidate-Klasse (japanisch 橋立型砲艦 Hashidate-gata hōkan) war eine Klasse von zwei Kanonenbooten der Kaiserlich Japanischen Marine, die im Zweiten Weltkrieg zum Einsatz kamen.

## Geschichte
Im Rahmen des 3. Kreis-Bauprogramms (Maru 3 Keikaku) von 1937 wurden zwei Einheiten mit den Baunummern 13 bis 14 geordert. Diese wurden bei der privaten Werft Osaka Eisenwerke in Osaka im Februar 1939 und Januar 1940 auf Kiel gelegt und bis April 1941 in Dienst gestellt.

## Liste der Schiffe
| Bau-Nr. | Name             | Bauwerft                | Kiellegung       | Stapellauf         | Indienststellung | Verbleib |
| ------- | ---------------- | ----------------------- | ---------------- | ------------------ | ---------------- | --- |
| 13      | Hashidate (橋立) | Osaka Eisenwerke, Osaka | 20. Februar 1939 | 23. Dezember 1939  | 30. Juni 1940    | versenkt am 22. Mai 1944 durch das amerik. U-Boot USS Picuda, bei den Dongsha-Inseln                                                            |
| 14      | Uji (宇治)       | Osaka Eisenwerke, Osaka | 20. Januar 1940  | 29. September 1940 | 30. April 1941   | Kriegsbeute Republik China am 13. September 1945 und als Chang Chi in Dienst; 1949 durch die PLAN erbeutet und in den 1980er Jahren abgebrochen |

## Technische Beschreibung

### Rumpf
Der Rumpf der Boote der Hashidate-Klasse war 80,5 Meter lang, 9,72 Meter breit und hatte bei einer Einsatzverdrängung von 1.223 Tonnen einen Tiefgang von 2,44 Metern.

### Antrieb
Der Antrieb erfolgte durch zwei ölbefeuerte Dampferzeuger – Kampon-Kesseln des Yarrow-Typs – und zwei Getriebeturbinensätze, mit denen eine Gesamtleistung von 4.600 PS (3.383 kW) erreicht wurde. Die Leistung wurde an zwei Wellen mit je einer Schraube abgegeben. Die Höchstgeschwindigkeit betrug 19,5 Knoten (36 km/h). Die maximale Fahrstrecke 3.460 Seemeilen (6.408 km) bei 14 Knoten.

### Bewaffnung

#### Artillerie
Die Artilleriebewaffnung bestand aus drei 12-cm-Seezielgeschützen mit Kaliberlänge 45 Typ 10. Diese konnten eine 20,4 Kilogramm schwere Granate bis zu 16 Kilometer weit schießen und waren, in Bootsmittellinie, in einer Doppellafette auf dem Vorschiff und einer Einzellafette auf dem Achterdeck aufgestellt.

#### Flugabwehr
Bei Indienststellung bestand die Flugabwehrbewaffnung aus vier 2,5-cm-Maschinenkanonen Typ 96 in Doppellafetten. Die 2,5-cm-Maschinenkanonen verschossen im Einsatz rund 110 bis 120 Schuss pro Minute, die effektive Reichweite lag bei etwa 3 Kilometern bei 85° Rohrerhöhung. Die 1,1 Tonnen schwere Doppelfafette war um 360° drehbar und hatte einen Höhenrichtbereich von −10° bis +85°.
Bedingt durch die Bedrohung durch die alliierten Streitkräfte während des Pazifikkrieges, kam es 1943 bzw. 1944 zur Verstärkung der Flugabwehrbewaffnung. Die Bewaffnung bestand nun aus neun 2,5-cm-Maschinenkanonen, welche über das Boot verteilt waren.

#### U-Jagdausrüstung
Zur U-Jagd wurde circa 1944 Ausrüstung eingebaut zum Einsatz von Wasserbomben, welche sich auf dem Achterdeck befanden.

## Besatzung
Die Besatzung hatte eine Stärke von 170 Offizieren, Unteroffizieren und Mannschaften. Üblicherweise befehligte ein Stabsoffizier im Rang eines Kaigun-chūsa (Fregattenkapitän) die Hashidate bzw. Kaigun-shōsa (Korvettenkapitän) die Uji.

### Liste der Kommandanten

#### Hashidate
| Nr. | Name                                 | Beginn der Amtszeit | Ende der Amtszeit  | Bemerkungen                                     |
| --- | ------------------------------------ | ------------------- | ------------------ | ----------------------------------------------- |
| 1.  | Fregattenkapitän Kagawa Kiyoto       | 30. Juni 1940       | 20. September 1941 | seit 1. April 1940 mit der Baubelehrung betraut |
| 2.  | Fregattenkapitän Yamashiro Katsumori | 20. September 1941  | 7. Oktober 1942    |                                                 |
| 3.  | Fregattenkapitän Tsuyuguchi Misao    | 7. Oktober 1942     | ?                  | im Dienst verstorben                            |
| 4.  | Fregattenkapitän Murai Sadatoshi     | 14. September 1943  | 22. Mai 1944       | mit Schiff untergegangen                        |

#### Uji
| Nr. | Name                            | Beginn der Amtszeit | Ende der Amtszeit  | Bemerkungen |
| --- | ------------------------------- | ------------------- | ------------------ | ----------- |
| 1.  | Korvettenkapitän Suzuki Masaaki | 30. April 1941      | 1. Juni 1942       |             |
| 2.  | Korvettenkapitän Kenziro Watabe | 1. Juni 1942        | 3. Februar 1944    |             |
| 3.  | Korvettenkapitän Koyano Hitoshi | 3. Februar 1944     | 13. September 1945 |             |